# World of Stardom Championship
Le World of Stardom Championship (ワールド・オブ・スターダム王座, wārudo obu sutādamu ōza) (que l'on peut traduire par championnat du monde de la Stardom) est un championnat de catch (lutte professionnelle) féminin utilisé par la World Wonder Ring Stardom (Stardom). Il est le championnat majeur de cette fédération de catch. Il est créé le 24 juillet 2011 quand Nanae Takahashi (en) remporte un tournoi en éliminant Yoko Bito (en) en finale. Ce championnat est aussi surnommé la ceinture rouge du fait de sa couleur qui est un hommage au championnat du monde de la World Women's Wrestling Association, le titre majeur de la All Japan Women's Pro-Wrestling.

## Histoire
Le 26 juin 2011, Hiroshi « Rossy » Ogawa qui est un des fondateurs de la World Wonder Ring Stardom (Stardom) présente la ceinture de championne du monde de la Stardom. Début juillet, la Stardom annonce l'organisation d'un tournoi le 24 juillet pour désigner la première championne du monde de la Stardom. Les participantes sont :
- Nanae Takahashi (en)[2]
- Mercedes Martinez[2]
- Mika Nagano[2]
- Yoko Bito (en)[2]

Ce tournoi a lieu le 24 juillet où Nanae Takahashi bat Yoko Bito en finale.
|  | Demi-finales         | Demi-finales         | Demi-finales | Demi-finales |                 |                 | Finale | Finale | Finale | Finale |
|  |                      |                      |              |              |                 |                 |        |        |        |        |
|  |                      |                      |              |              |                 |                 |        |        |        |        |
|  | Mercedes Martinez    | Mercedes Martinez    | 12:21        | 12:21        |                 |                 |        |        |        |        |
|  | Mercedes Martinez    | Mercedes Martinez    | 12:21        | 12:21        |                 |                 |        |        |        |        |
|  | Nanae Takahashi (en) | Nanae Takahashi (en) | -            | -            |                 |                 |        |        |        |        |
|  | Nanae Takahashi (en) | Nanae Takahashi (en) | -            | -            | Nanae Takahashi | Nanae Takahashi | -      | -      |        |        |
|  |                      |                      |              |              | Nanae Takahashi | Nanae Takahashi | -      | -      |        |        |
|  |                      |                      | Yoko Bito    | Yoko Bito    | 13:17           | 13:17           |        |        |        |        |
|  | Mika Nagano          | Mika Nagano          | Yoko Bito    | Yoko Bito    | 13:17           | 13:17           | 9:10   | 9:10   |        |        |
|  | Mika Nagano          | Mika Nagano          |              |              |                 |                 |        | 9:10   |        |        |
|  | Yoko Bito (en)       | Yoko Bito (en)       | -            | -            |                 |                 |        |        |        |        |
|  | Yoko Bito (en)       | Yoko Bito (en)       | -            | -            |                 |                 |        |        |        |        |

Le 22 février 2015, Yoshiko (en) qui est alors championne du monde de la Stardom blesse volontairement Act Yasukawa (en) dans un match de championnat. Le lendemain, Ogawa dans une conférence de presse sanctionne Yoshiko en lui retirant le titre de championne du monde la Stardom et la renvoie en octobre,.
| #  | Championne           | Règne | Date              | Durée     | Défenses | Événement                                    | Lieu     | Notes | Réf    |
| -- | -------------------- | ----- | ----------------- | --------- | -------- | -------------------------------------------- | -------- | --- | ------ |
| 1  | Nanae Takahashi (en) | 1er   | 24 juillet 2011   | 602 jours | 7        | Stardom X Stardom 2011                       | Tokyo    | Elle bat Yoko Bito (en) en finale d'un tournoi.                                                               | [ 3 ]  |
| 2  | Alpha Female (en)    | 1er   | 17 mars 2013      | 43 jours  | 0        | Stardom The Highest 2013                     | Tokyo    | Elle est la première catcheuse étrangère à détenir ce titre.                                                  | [ 6 ]  |
| 3  | Io Shirai            | 1er   | 29 avril 2013     | 468 jours | 10       | Stardom Ryogoku Cinderella Champions Fiesta  | Tokyo    | | [ 7 ]  |
| 4  | Yoshiko (en)         | 1er   | 10 août 2014      | 197 jours | 3        | Stardom X Stardom 2014                       | Tokyo    | | [ 8 ]  |
| -  | Vacant               | -     | 23 février 2015   | -         | -        | NC                                           | NC       | La Stardom retire le titre à Yoshiko après avoir volontairement blessé Act Yasukawa (en) la veille.           | [ 4 ]  |
| 5  | Kairi Hojo           | 1er   | 29 mars 2015      | 119 jours | 3        | Stardom The Highest 2015                     | Tokyo    | Elle bat Io Shirai.                                                                                           | [ 9 ]  |
| 6  | Meiko Satomura (en)  | 1er   | 26 juillet 2015   | 150 jours | 1        | Stardom X Stardom 2015                       | Tokyo    | | [ 10 ] |
| 7  | Io Shirai            | 2e    | 23 décembre 2015  | 546 jours | 14       | Stardom Year-End Climax 2015                 | Tokyo    | | [ 11 ] |
| 8  | Mayu Iwatani         | 1er   | 21 juin 2017      | 95 jours  | 2        | Stardom Galaxy Stars 2017                    | Tokyo    | | [ 12 ] |
| 9  | Toni Storm           | 1er   | 24 septembre 2017 | 258 jours | 3        | Stardom 5STAR Grand Prix 2017 - Day 11       | Nagoya   | Ce changement de titre n'est pas prévu et s'explique par la blessure à l'épaule d'Iwatani au cours du combat. | [ 13 ] |
| 10 | Kagetsu (en)         | 1er   | 9 juin 2018       | 329 jours | 8        | Stardom Shining Stars 2018 - Day 3           | Yokohama | | [ 14 ] |
| 11 | Bea Priestley        | 1er   | 4 mai 2019        | 184 jours | 5        | Golden Week Stars 2019 Queen's Quest Produce | Tokyo    | | [ 15 ] |
| 12 | Mayu Iwatani         | 2e    | 4 novembre 2019   | 377 jours | 5        | Best Of Goddess 2019                         | Tokyo    | | [ 16 ] |
| 13 | Utami Hayashishita   | 1er   | 15 novembre 2020  | 409 jours | 9        | Stardom Sendai Cinderella                    | Sendai   | | [ 17 ] |
| 14 | Syuri (en)           | 1er   | 29 décembre 2021  | 365 jours | 10       | Dream Queendom                               | Tokyo    | Le titre SWA World Championship est également en jeu                                                          | [ 18 ] |
| 15 | Giulia               | 1er   | 29 décembre 2022  | 115 jours | 2        | Dream Queendom 2                             | Tokyo    | | [ 19 ] |
| 16 | Tam Nakano           | 1er   | 23 avril 2023     | 211 jours | 3        | Allstar Grand Queendom 2023                  | Yokohama | | [ 20 ] |
| -  | Vacant               | -     | 20 novembre 2023  | -         | -        | NC                                           | NC       | Nakano rend le titre vacant à cause d'une blessure.                                                           | [ 21 ] |
| 17 | Maika                | 1er   | 29 décembre 2023  | 212 jours | 6        | Dream Queendom 3                             | Tokyo    | En battant Suzu Suzuki (en) pour le championnat vacant.                                                       | [ 22 ] |
| 18 | Natsuko Tora (en)    | 1er   | 28 juillet 2024   | 34 jours  | 0        | Sapporo World Rendezvous                     | Sapporo  | | [ 23 ] |
| 19 | Tam Nakano           | 2e    | 31 août 2024      | 120 jours | 2        | 5STAR Grand Prix 2024                        | Tokyo    | | [ 24 ] |
| 20 | Saya Kamitani        | 1er   | 29 décembre 2024  | 222 jours | 3        | Stardom Dream Queendom 2024                  | Tokyo    | | [ 25 ] |

## Règnes combinés
| N  | Championne           | Règnes | Défenses | Jours combinés |
| -- | -------------------- | ------ | -------- | -------------- |
| 1  | Io Shirai            | 2      | 24       | 1014           |
| 2  | Syuri (en)           | 1      | 10       | 636            |
| 3  | Nanae Takahashi (en) | 1      | 7        | 602            |
| 4  | Mayu Iwatani         | 2      | 7        | 472            |
| 5  | Utami Hayashishita   | 1      | 9        | 409            |
| 6  | Tam Nakano           | 2      | 5        | 331            |
| 7  | Kagetsu (en)         | 1      | 8        | 329            |
| 8  | Toni Storm           | 1      | 3        | 258            |
| 9  | Maika                | 1      | 6        | 212            |
| 10 | Yoshiko (en)         | 1      | 3        | 197            |
| 11 | Bea Priestley        | 1      | 5        | 184            |
| 12 | Meiko Satomura (en)  | 1      | 1        | 150            |
| 13 | Saya Kamitani        | 1      | 3        | 222            |
| 14 | Kairi Hojo           | 1      | 3        | 119            |
| 15 | Giulia               | 1      | 2        | 115            |
| 16 | Alpha Female (en)    | 1      | 0        | 43             |
| 17 | Natsuko Tora (en)    | 1      | 0        | 34             |